# Samsung B5310
Samsung GT-B5310 là điện thoại di động thuộc dòng Corby, được biết đến như Samsung Genio Slide hoặc Samsung Corby Pro.

## Tổng quan
Điện thoại nặng 135g. Điện thoại có bàn phím QWERTY trượt. Sáng bóng với tấm nền đen.
Cũng có phiên bản bàn phím AZERTY.

## Tính năng
Màn hình 240 × 320 pixels, (2,8 inches). Có khả năng lưu trữ 1000 danh bạ. Dung lượng thẻ nhớ đến 16 GB.
Hỗ trợ kết nối WI-FI.

### Máy ảnh

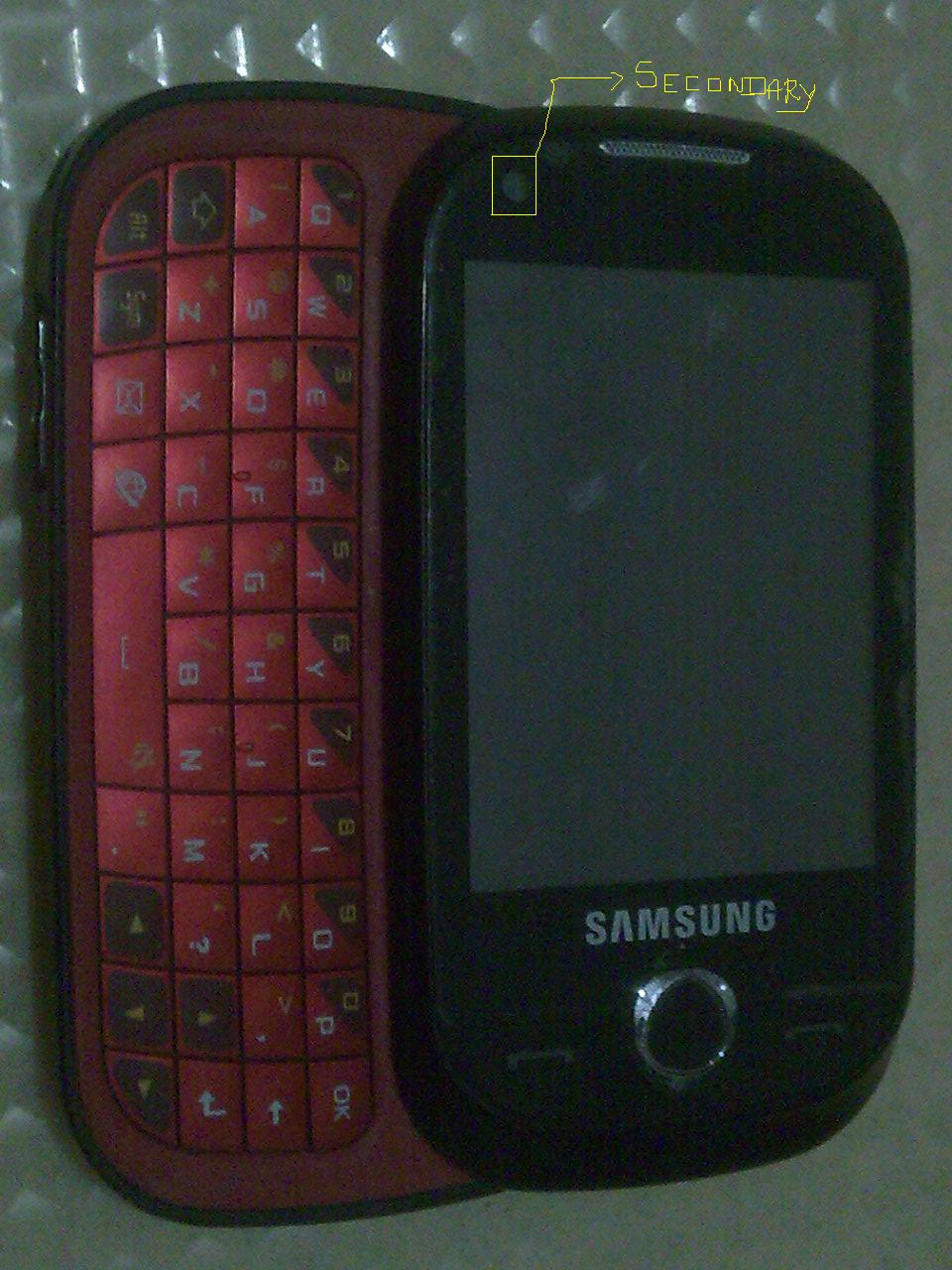
Máy ảnh thứ hai nằm ở phía trên bên trái màn hình.

- Chính: 3,15 MP, 2.048 ×1.536 pixels, video.
- Tính năng: gắn thẻ địa lý, nhận diện nụ cười, Panorama
- Video:320 × 240 pixels, QVGA@15fps.
- Phụ: có.